# توماس جي. ديفيدسون
توماس جي. ديفيدسون (بالإنجليزية: Thomas G. Davidson)‏ هو محامي وسياسي أمريكي، ولد في 3 أغسطس 1805، وتوفي في 11 سبتمبر 1883. حزبياً، نشط في الحزب الديمقراطي. وقد انتخب عضو مجلس نواب لويزيانا وانتخب عضو مجلس النواب الأمريكي.